# Imidapril
Imidapril ist ein Arzneistoff der Gruppe der ACE-Hemmer, der insbesondere zur Behandlung der arteriellen Hypertonie (Bluthochdruck) und der Herzinsuffizienz eingesetzt wird. Sein Wirkprinzip beruht auf der Hemmung des Angiotensin-konvertierenden Enzyms (ACE).

Imidaprilat (CAS-Nr.), aktiver Metabolit von Imidapril

## Handelspräparate
- Tanatril (A), Cardipril (PT)
- Prilium (D, A), für Hunde